# Club DHIN
El Club DHIN (siglas éstas de Dibujantes de la Historieta y la Ilustración Nacionales) fue un club de dibujantes de cómic españoles activo entre 1972 y 1979 que pretendía defender sus intereses gremiales. Tuvo su sede en Barcelona, con filiales en Madrid y Valencia.

## Trayectoria
La idea de crear el Club Dhin partió de Carrillo (seudónimo de Antonio Pérez García) y Francisco Macián. El cub se constituyó en junio de 1972 en Barcelona, con Macían como presidente. Mostraba un carácter cultural, única forma en que entonces era admitida una asociación de estas características. Así se expresaba Ramón de la Fuente, que fue elegido presidente del mismo en 1975, durante su estancia en el Salón de Gijón: 

Es un club social. Pero significa algo más para nosotros. Significa la unión de los dibujantes, la solidaridad entre doscientos dibujantes, rompiendo un mito y una situación de desunión, muy fomentada por quienes compran nuestro trabajo. Antes de fundar el Club D.H.I.N., por costumbre, el dibujante no exigía los derechos de autor, puesto que hacerlo significaba no tener trabajo..."

Sí, estoy seguro que lograremos que sean reconocidos nuestros derechos. Nuestra intención en principio es dialogar con el editor, de este diálogo espero salga la mayor comprensión en nuestras posiciones, hasta ahora opuestas. Insisto, no queremos guerra, queremos diálogo y como creemos que los editores están impuestos en la evolución social de los tiempos en los que vivimos, creo que llegaremos a un amistoso y total entendimiento, sin tener que llegar a una lucha abierta. Los editores sabrán comprender que en nosotros tienen unos amigos, mano de obra y materia prima

En 1974 produjeron un boletín interior informativo, el Boletín del Club Dhin.
En 1975 contaba con 256 miembros y a raíz de la visita a Valencia el 13 de octubre de una delegación barcelonesa compuesta por Pedro Alférez, Ramón de Fuente y César López se creó el Club DHIN Valencia que tuvo como primer presidente a José Lanzón Piera. Ellos organizarían el primer Salón Nacional del Cómic y la Ilustración, con 7 ediciones entre 1976 y 1982 y considerado precursor del Salón del Cómic de Barcelona.
Del Club D.H.I.N. a la creación de un Colegio de Historietistas que velase por sus derechos no había más que un paso, pero el camino fue otro. La democracia estaba a la vuelta de la esquina y con ella los conceptos de defensa de los derechos del trabajador iban a transformarse.